# Бакалюк, Никита Сергеевич
Ники́та Серге́евич Бакалю́к (род. 3 апреля 2001, Ивантеевка, Московская область) — российский футболист, полузащитник.

## Клубная карьера
Начал заниматься футболом в Мытищах в местном Центре детско-юношеского спорта, где играл за команды 1999, 2000 и 2001 годов рождения. В 2014 году был приглашён в академию московского «Спартака» и после успешного просмотра был зачислен в академию. С января 2018 года начал привлекаться к тренировкам в молодёжный состав «Спартака». 30 марта 2018 года дебютировал за «молодёжку» в домашнем матче 24-го тура молодёжного первенства против «Тосно» (2:1), выйдя на 67-й минуте матча вместо Павла Лелюхина. Всего за молодёжный состав «Спартака» провёл 19 матчей.
С лета 2018 года из-за нехватки игроков начал привлекаться к тренировкам в фарм-клуб «Спартак-2». Дебютировал за вторую команду 23 сентября 2018 года в домашнем матче 13-го тура первенства ФНЛ против «СКА-Хабаровска» (2:1), выйдя на 90-й минуте матча вместо Александра Руденко. В сезоне 2018/19 провёл за «Спартак-2» 16 матчей. Первый мяч за «Спартак-2» забил 24 июля 2019 года в домашнем матче 4-го тура первенства ФНЛ против «Нижнего Новгорода» (2:0) на 32-й минуте матча. В сезоне 2019/20 был основным игроком второй команды и провёл 20 матчей, забив 1 мяч.
28 января 2020 года был вызван главным тренером Доменико Тедеско в основную команду «Спартака» на второй сбор команды в Дохе. На этом сборе принимал участие в товарищеском турнире Кубок «Париматч» Премьер в матчах с «Ростовом» (2:0) и московским «Локомотивом» (1:1; 2:4 по пен.) и вместе с командой стал обладателем кубка. Дебютировал за «Спартак» 15 июля 2020 года в домашнем матче 29-го тура чемпионата России против «Ахмата» (3:0), выйдя на замену на 89-й минуте матча вместо Алекса Крала.
21 июня 2022 года на правах аренды перешёл в тульский «Арсенал» до конца сезона 2022/23. Дебютировал за клуб 17 июля 2022 года в матче 1-го тура первой лиги против «СКА-Хабаровска» (3:2), проведя на поле весь матч. Всего в сезоне 2022/23 за «Арсенал» провёл 12 матчей во всех турнирах, а также провёл два матча за «Арсенал-2» во второй лиге. После завершения арендного соглашения вернулся в «Спартак». 10 августа 2023 года покинул клуб, расторгнув контракт по соглашению сторон.
7 сентября 2023 года на правах свободного агента перешёл в «Кубань», подписав контракт на два года. 15 января 2025 года расторг контракт с клубом.

## Карьера в сборной
В августе 2017 года впервые был вызван Леонидом Аблизиным в сборную России до 17 лет, за которую провёл шесть матчей. С октября 2019 года вызывался в сборную России до 19 лет под руководством Александра Кержакова и провёл в её составе четыре матча.

## Статистика
| Выступление      | Выступление                | Выступление      | Лига | Лига | Кубки | Кубки | Итого | Итого |
| Клуб             | Лига                       | Сезон            | Игры | Голы | Игры  | Голы  | Игры  | Голы  |
| ---------------- | -------------------------- | ---------------- | ---- | ---- | ----- | ----- | ----- | ----- |
| Спартак (Москва) | Премьер-лига               | 2019/20          | 1    | 0    | —     | —     | 1     | 0     |
| Спартак (Москва) | Итого                      | Итого            | 1    | 0    | —     | —     | 1     | 0     |
| → Спартак-2      | ФНЛ                        | 2018/19          | 16   | 0    | —     | —     | 16    | 0     |
| → Спартак-2      | ФНЛ                        | 2019/20          | 20   | 1    | —     | —     | 20    | 1     |
| → Спартак-2      | ФНЛ                        | 2020/21          | 27   | 1    | —     | —     | 27    | 1     |
| → Спартак-2      | ФНЛ                        | 2021/22          | 14   | 0    | —     | —     | 14    | 0     |
| → Спартак-2      | Итого                      | Итого            | 77   | 2    | —     | —     | 77    | 2     |
| → Арсенал (Тула) | Первая лига                | 2022/23          | 11   | 0    | 1     | 0     | 12    | 0     |
| → Арсенал (Тула) | Итого                      | Итого            | 11   | 0    | 1     | 0     | 12    | 0     |
| → Арсенал-2      | Вторая лига                | 2022/23          | 2    | 0    | —     | —     | 2     | 0     |
| → Арсенал-2      | Итого                      | Итого            | 2    | 0    | —     | —     | 2     | 0     |
| Кубань           | Первая лига                | 2023/24          | 15   | 0    | 1     | 0     | 16    | 0     |
| Кубань           | Вторая лига (дивизион «А») | 2024/25          | 13   | 1    | —     | —     | 13    | 1     |
| Кубань           | Итого                      | Итого            | 28   | 1    | 1     | 0     | 29    | 1     |
| Всего за карьеру | Всего за карьеру           | Всего за карьеру | 119  | 3    | 2     | 0     | 121   | 3     |